# Desmond Charles Moore
Desmond Charles Moore M.S.C. (Thebarton, 12 de mayo de 1926-Sídney, 2 de junio de 2020), fue un obispo católico australiano.

## Biografía
Desmond Charles Moorse fue un sacerdote católico perteneciente a los Misioneros del Sagrado Corazón de Jesús recibiendo la ordenación sacerdotal el 27 de julio de 1957. En marzo de 1970, el papa Pablo VI lo nombró obispo de la Diócesis de Alotau-Sideia en Papúa-Nueva Guinea recibiendo la ordenación episcopal el 2 de julio de 1970; sirvió en esta diócesis desde su nombramiento hasta su retiro por cumplir los 75 años el 15 de junio de 2001 siendo hasta su muerte obispo emérito de la misma diócesis.
Falleció a los noventa y cuatro años el 2 de junio de 2020.